# Latiborská hoľa

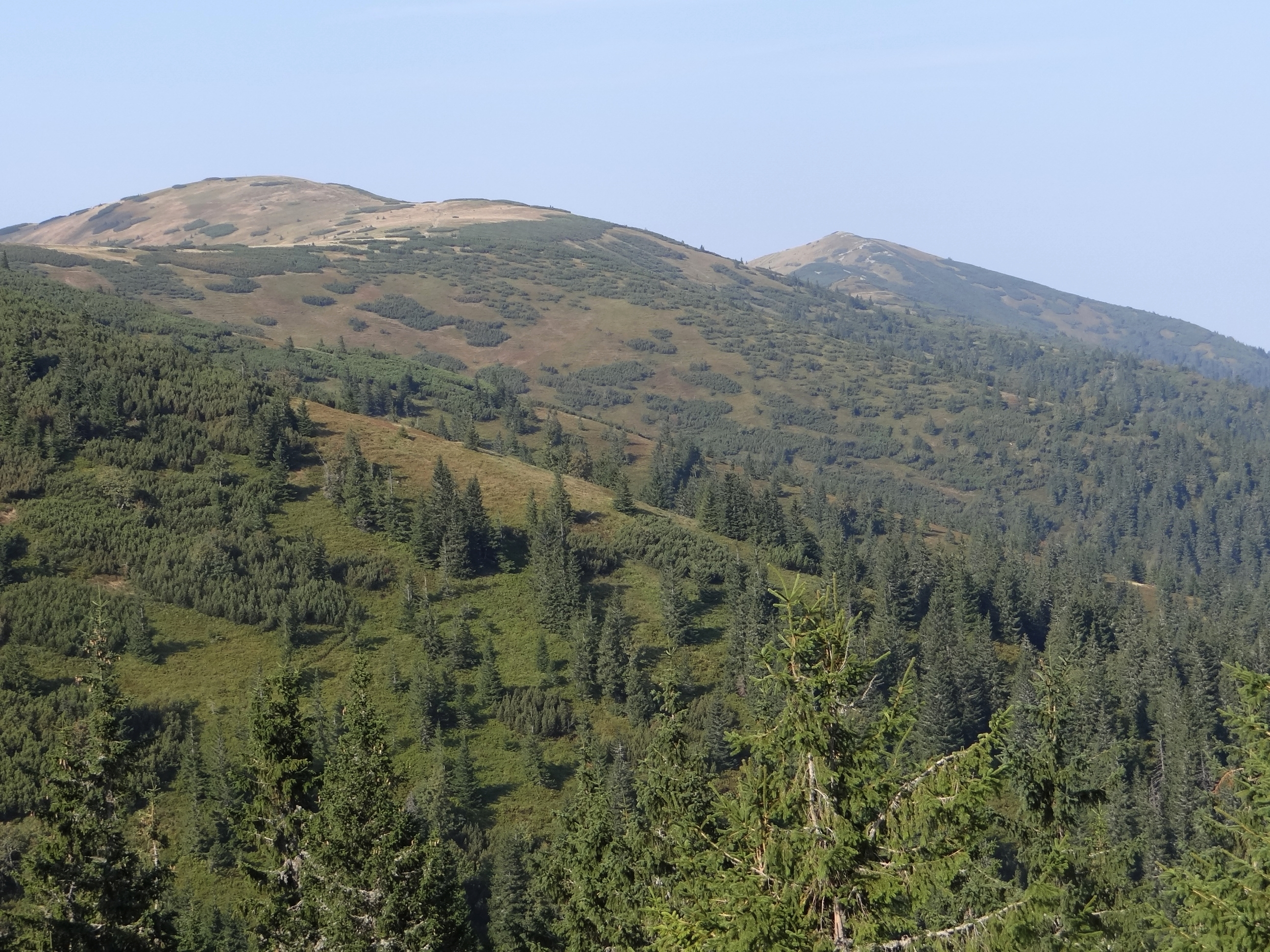
Latiborská hoľa i Veľká hoľa. Widok od północnego wschodu

Latiborská hoľa (1643 m) – szczyt w zachodniej części Niżnych Tatr na Słowacji, w głównym grzbiecie wododziałowym tych gór. Leży w granicach Parku Narodowego Niżne Tatry. W kierunku północnym przez szczyt Latiborská opada z niej  krótki grzbiet w widły potoków Prievalský potok i Ľupčianka, w kierunku południowym przez Skalkę grzbiet dzielący górną część Doliny Jaseniańskiej na dwie odnogi.

## Historia górnictwa
Północne stoki Latiborskiej holi, zwłaszcza te opadające w kierunku dzisiejszej osady Magurka (administracyjnie należy do wsi Partizánska Ľupča), były od średniowiecza po początki XX w. terenem intensywnych prac górniczych. Wydobywano tu m.in. złoto, srebro, a w końcu antymon. Liczne sztolnie, wysokie hałdy skały płonej, ślady dawnych dróg transportowych i górniczych ścieżek są do dziś rozpoznawalne i widoczne spod szczytu.

## Turystyka
Przez szczyt, wzdłuż głównego grzbietu niżnotatrzańskiego, biegnie czerwono znakowany, dalekobieżny szlak turystyczny, tzw. Cesta hrdinov SNP. Na przełęcz Sedlo Latiborskej hoľe, ok. 1 km na wschód od szczytu Latiborskiej holi, wyprowadzają od północy, z osady Magurka, znaki niebieskie. Ze szczytu piękne widoki, zwłaszcza w kierunkach północnym i wschodnim.
  odcinek: Hiadeľské sedlo – Prašivá – Malá Chochuľa – Veľká Chochuľa – Košarisko – Skalka – sedlo pod Skalkou – Veľká hoľa – Latiborská hoľa. Odległość 13,7 km, suma podejść 970 m, czas przejścia 4.30 h, ↓ 4.05 h
  odcinek: Latiborská hoľa – Sedlo Latiborskej hole – Zámostská hoľa – Sedlo Zámostskej hole – Ďurková – Malý Chabenec – Chabenec – Kotliská – Krížske sedlo – Poľana – sedlo Poľany – Deresze – Chopok. Odległość 6,9 km, suma podejść 577 m, czas przejścia 2.40 h, ↓ 1.15 h.